# Munnekezijlsterried
Het Munnekezijlsterried (Fries en officieel: Muntjesylster Ryd) is een kanaal evenwijdig aan het riviertje Reitdiep, waarin het water van de Lauwers loopt tot aan de Friesche sluis. Het kanaal is gemaakt om een aparte waterhuishouding los van het Reitdiep te maken omdat de Groningse en Friese waterhuishouding apart geregeld werden.

## Loop
Het kanaal start bij Munnekezijl. Voorbij het Munnekezijlster eiland De Schans stroomt het een stukje door Friesland om voorbij Lauwerzijl verder te gaan als een stuk door Groningen, tussen de Oude en de Nieuwe Ruigezandsterpolder door. Op het laatste stukje rak tot aan de sluis ligt rechts op de kunstmatige smalle strook land (een stort; waar de grond uit het kanaal werd gestort bij het graven) tussen het Munnekezijlsterried en het Reitdiep de camping Rousant (de Polder van J. Mulder). Enige honderden meters voorbij de Friesche sluis komen de twee stromen in de Zoutkamperril bij elkaar.

## Geschiedenis
Vroeger, voor de inpoldering van de Oude Ruigezandsterpolder, boog de Munnekezijlsterried (toen gespeld als Munnekezijlsterrijt) ten westen van Lauwerzijl af naar het westnoordwesten (dit vormt nog steeds een stukje grens tussen Groningen en Friesland) en stroomde ten zuiden van het latere Lauwerzijl de westelijke arm van de Kommerzijlsterried in ten noorden van boerderij De Pol. In 1740 werd de Kommerzijlsterried echter afgedamd en in 1754 werd, vermoedelijk om de ophoping van het slib voor de sluis van Munnekezijl te verminderen, de buitensluis (keersluis) Lauwerzijl gelegd en de buitengeul van de Munnekezijlsterried tot daaraan toe recht gegraven. In 1757 werd het eerste deel van de Oude Ruigezandsterpolder ingepolderd en in 1794-95 het resterende deel door de gebroeders Teenstra (zie ook Ruigezand). De Munnekezijlsterried stond toen ter plekke ook bekend als Grote Slijkril. De Lauwerzijl had het probleem van de opslibbing echter verplaatst, daar deze er nu zelf steeds meer mee te kampen kreeg. In 1819 werd daarom het Munnekezijlsterried omgeleid naar het oosten, naar het Reitdiep en kreeg het de naam Munnekezijlsterreit. Tussen 1873 en 1878 werd de dijk gelegd tussen Nittershoek (ten noorden van Munnekezijl) en Zoutkamp en werden de Munnekezijlsterried vlak voor haar monding in het Reitdiep omgeleid naar het noordwesten om via een aparte sluis uitgeleid te worden in de Lauwerzee, ter plekke Zoutkamperril genaamd. De spelling van de naam veranderde toen in Munnekezijlsterriet, hetgeen later werd gewijzigd in het huidige Munnekezijlsterried. In 1969 werd de Lauwerzee afgesloten en veranderde haar naam in Lauwersmeer.

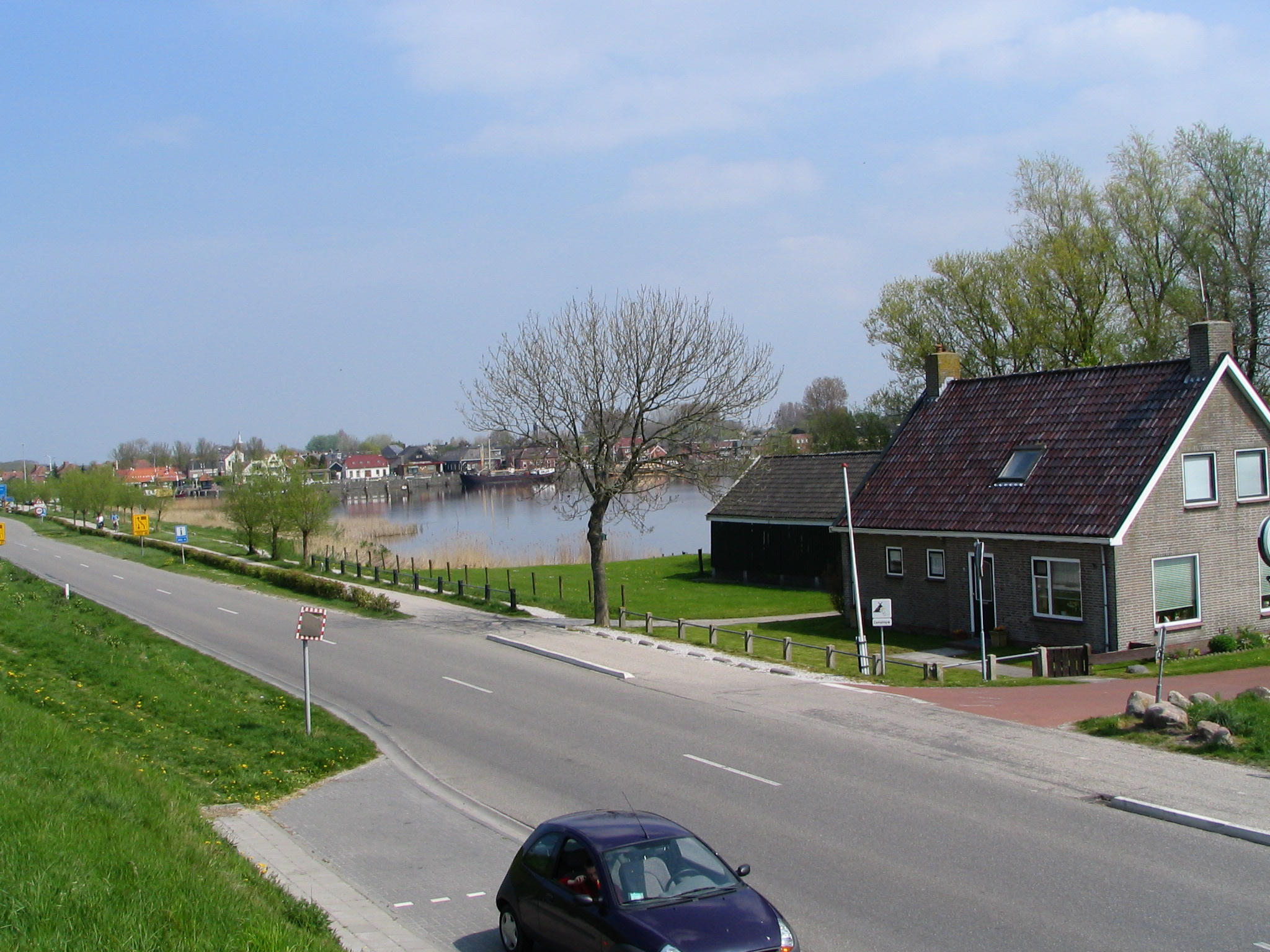
Gezicht vanaf de Friesche sluis op het Reitdiep ten oosten van het rak van de Munnekezijlsteried
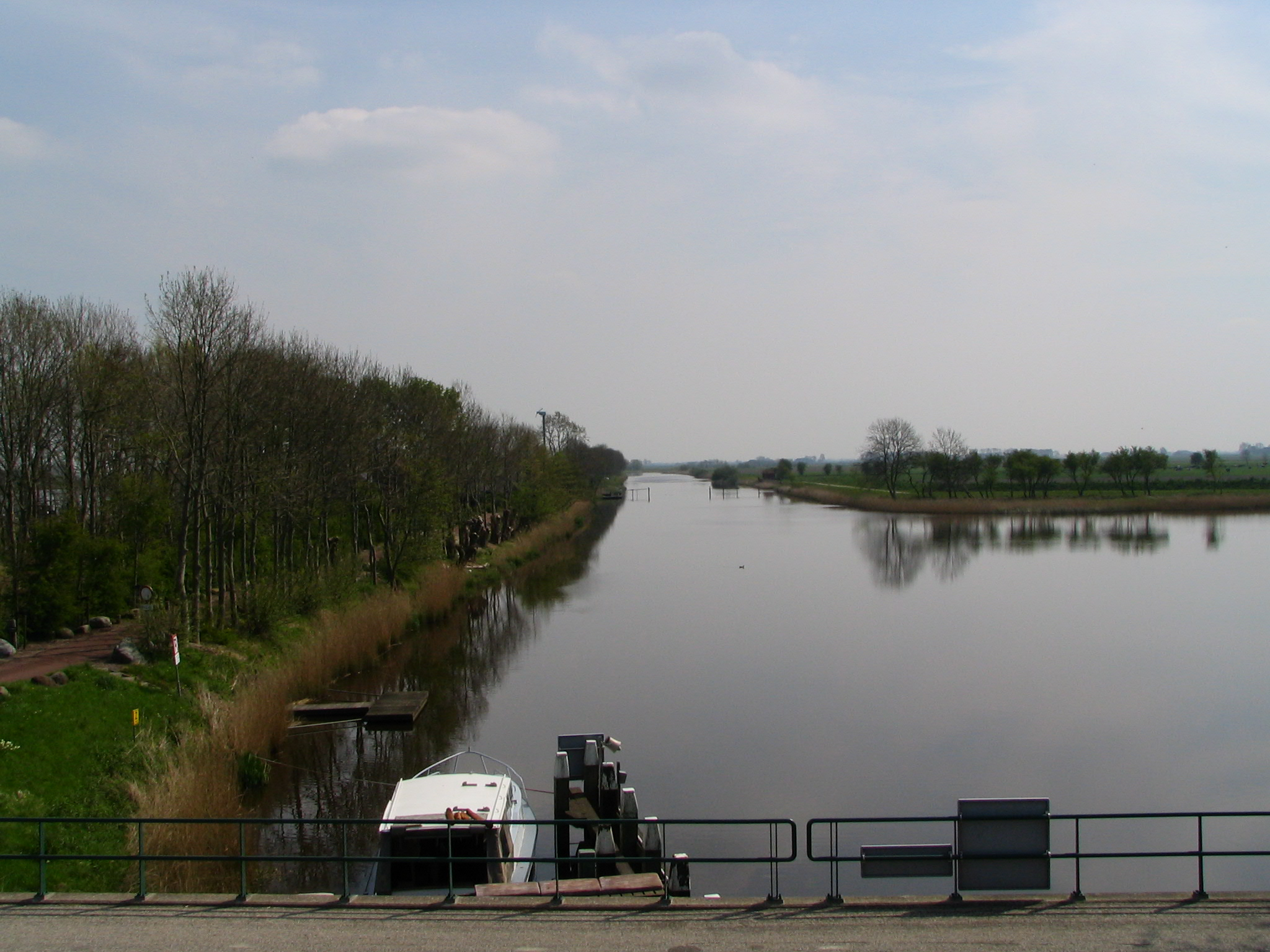
Gezicht vanaf de sluis op de monding van de Munnekezijlsterried voor de sluis